# Искандеруна
Искандеруна (араб. اسكندرونة‎) — деревня в Ливане, на территории мухафазы Южный Ливан. Входит в состав района Сур.

## География
Деревня находится в юго-западной части Ливана, вблизи побережья Средиземного моря, на расстоянии приблизительно 13 километров к юго-юго-западу (SSW) от города Сур, административного центра района. Абсолютная высота — 34 метра над уровнем моря.

## Климат
Климат характеризуется как средиземноморский, с жарким летом (Csa  в классификации климатов Кёппена).

## Транспорт
Ближайший аэропорт расположен в израильском городе Хайфа.